# Emilio Zurbano Marquez
Emilio Zurbano Marquez (ur. 28 maja 1941 w Lopez) – filipiński duchowny rzymskokatolicki, w latach 2003-2017 biskup Lucena.

## Życiorys
Święcenia kapłańskie przyjął 6 czerwca 1964. Był wykładowcą seminariów w Sariaya i Lucenie.
15 grudnia 1984 został prekonizowany biskupem Gumaca. Sakrę biskupią otrzymał 29 stycznia 1985. 4 maja 2002 został mianowany biskupem koadiutorem Lucena. 13 września 2003 objął urząd biskupa diecezjalnego.
29 lipca 2017 przeszedł na emeryturę.